# Q36.5 Pro Cycling Team
Q36.5 Pro Cycling Team is een Zwitserse wielerploeg die tot en met 2021 bekend was als Team Qhubeka NextHash.

## Geschiedenis
De ploeg werd in 2023 opgericht door Douglas Ryder. Nadat Team Qhubeka NextHash in 2021 werd opgeheven, gaf Ryder aan een nieuwe ploeg te willen starten die op het hoogste niveau actief zou zijn. In 2022 startte hij met het samenstellen van de ploeg, deze bestond uit renners die op UCI World Tour niveau actief zijn geweest. Maar ook renners van het tweede en derde niveau werden toegevoegd aan de ploeg. Daarnaast zou Vincenzo Nibali aangesteld worden als technisch adviseur. Eind 2022 werd kenbaar gemaakt dat de ploeg voor het seizoen van 2023 een professionele licentie zou krijgen.
De ploegnaam Q36.5 is afgeleid van een Italiaans merk dat producten verkoopt die gerelateerd zijn aan het wielrennen.
Twee Nederlanders zijn betrokken geweest bij de ploegleiding in 2023 en 2024. Dit waren Rik Reinerink en Aart Vierhouten.
Zie jaarpagina's onder aan deze pagina voor overwinningen sinds 2023.

## Grote rondes
| Jaar | Ronde van Italië   | Ronde van Italië | Ronde van Frankrijk | Ronde van Frankrijk | Ronde van Spanje   | Ronde van Spanje |
| Jaar | hoogste klassering | etappewinst      | hoogste klassering  | etappewinst         | hoogste klassering | etappewinst      |
| ---- | ------------------ | ---------------- | ------------------- | ------------------- | ------------------ | ---------------- |
| 2025 | 16e Thomas Pidcock |                  |                     |                     |                    |                  |

2023 · 2024 · 2025
Burgos-Burpellet-BH · Caja Rural-Seguros RGA · Equipo Kern Pharma · Euskaltel-Euskadi · Israel-Premier Tech · Lotto · Q36.5 Pro Cycling Team · Solution Tech-Vini Fantini · Team Corratec-Vini Fantini · Team Flanders-Baloise · Team Novo Nordisk · Polti VisitMalta · TotalEnergies · Tudor Pro Cycling Team · Unibet Tietema Rockets · Uno-X Mobility · VF Group-Bardiani CSF-Faizanè · Wagner Bazin WB
Zie ook: UCI ProSeries · Continental Circuits
Abreha · Badilatti · Bauer · Brambilla · Calzoni · Camprubi · Christen · Colombo · Conca · Davis · Devriendt · Donovan · Fedeli · Hagen · Howson · Ludvigsson · Małecki · Monk · Moschetti · Parisini · Puppio · Rosskopf · Sajnok · Zukowsky · Novák (stagiair)
Abreha · Azparren · Badilatti · Brambilla · Calzoni · Camprubi · Christen · Colombo (vanaf 1/8) · Conca · de la Cruz · Devriendt · Donovan · Fancellu · Frison · Hagen · Howson · Ludvigsson · Małecki · Monk · Moschetti · Nizzolo · Parisini · Rosskopf · Sajnok · Steimle · Townsend · Whelan · Zukowsky · Krijnsen (stagiair) · Sommer (stagiair)